# Rowley (condado de Essex)
Rowley es un lugar designado por el censo ubicado en el condado de Essex en el estado estadounidense de Massachusetts. En el Censo de 2010 tenía una población de 1.416 habitantes y una densidad poblacional de 313,85 personas por km².

## Geografía
Rowley se encuentra ubicado en las coordenadas 42°43′4″N 70°52′3″O / 42.71778, -70.86750. Según la Oficina del Censo de los Estados Unidos, Rowley tiene una superficie total de 4.51 km², de la cual 4.44 km² corresponden a tierra firme y (1.55%) 0.07 km² es agua.

## Demografía
Según el censo de 2010, había 1.416 personas residiendo en Rowley. La densidad de población era de 313,85 hab./km². De los 1.416 habitantes, Rowley estaba compuesto por el 97.81% blancos, el 0.35% eran afroamericanos, el 0% eran amerindios, el 0.64% eran asiáticos, el 0.21% eran isleños del Pacífico, el 0.14% eran de otras razas y el 0.85% pertenecían a dos o más razas. Del total de la población el 1.27% eran hispanos o latinos de cualquier raza.